# Fugint de la foscor
Fugint de la foscor (títol original: Soul Survivors) és un thriller psicològic estatunidenc del 2001 dirigit i escrit per Stephen Carpenter, protagonitzat per Melissa Sagemiller com l'estudiant universitària Cassie, el xicot de la qual, Sean (Casey Affleck) mor en un accident de cotxe després d'una nit de festa. L'accident deixa Cassie turmentada amb sentiment de culpabilitat i emocionalment vulnerable fins al punt que comença amb al·lucinacions, visions estranyes i malsons, tot i que els amics de Cassie Annabel (Eliza Dushku) i Matt (Wes Bentley), així com un sacerdot local anomenat Pare Jude (Luke Wilson), ho intenten tot per ajudar-la a afrontar la pèrdua. Ha estat doblada al català

## Argument
El xicot de la universitària Cassie (Melissa Sagemiller), en Sean (Casey Affleck), mor en un accident de trànsit quan ella conduïa després d'una nit de festa. Tot i que els seus amics, l'Annabel (Eliza Dushku) i en Matt (Wes Bentley), intenten ajudar-la, l'accident afecta la Cassie i comença a tenir al·lucinacions i visions estranyes.

## Repartiment
- Melissa Sagemiller: Cassie
- Casey Affleck: Sean
- Eliza Dushku: Annabel
- Wes Bentley: Matt
- Angela Featherstone: Raven
- Luke Wilson: Father Jude
- Allen Hamilton: Dr. Haverston
- Ken Moreno: Hideous Dancer
- Carl Paoli: Deathmask

## Rodatge
- El rodatge va tenir lloc a Chicago i suburbis circumdants. Algunes escenes també es van rodar a Gary, Indiana.
- El rodatge va començar el maig de 1999 i va acabar el setembre de 1999.

## Rebuda
Soul Survivors va ser castigada pels critics, amb un 4% de ressenyes positives al lloc Rotten Tomatoes.